# Kennedy McMann

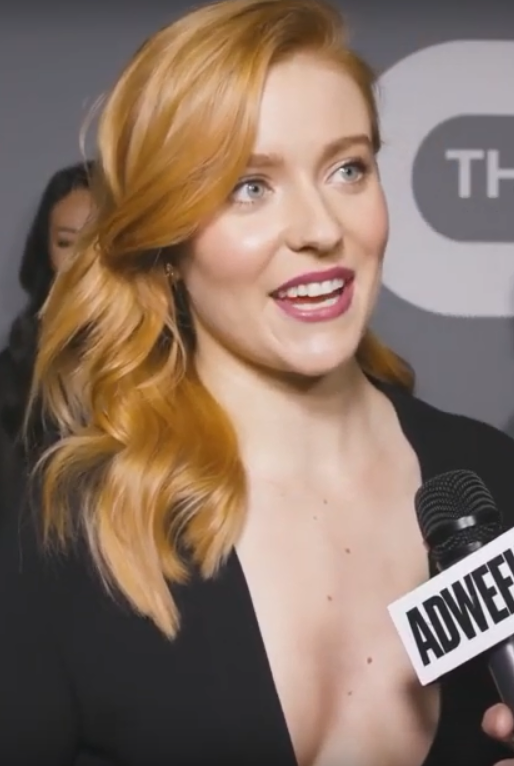
Kennedy McMann (2019)

Kennedy McMann (* 30. Oktober 1996 in Holland, Michigan) ist eine US-amerikanische Schauspielerin.

## Leben und Karriere
Kennedy McMann wurde 1996 als Tochter von Matthew und Lisa McMann in Holland, Michigan geboren. 2018 absolvierte McMann das Carnegie Mellon University als Bachelor of Fine Arts.
Nach Gastauftritten in Gone und Law & Order: Special Victims Unit erhielt McMann 2019 ihre erste Serienhauptrolle. McMann verkörpert seit Oktober 2019 die Hauptfigur Nancy Drew in der gleichnamigen The-CW-Fernsehserie.

## Filmografie
- 2017: Gone (Fernsehserie, Episode 1x06)
- 2018: Law & Order: Special Victims Unit (Fernsehserie, Episode 20x04)
- 2019–2023: Nancy Drew (Fernsehserie)
- 2022: Tell Me Lies (Fernsehserie, 2 Episoden)
- 2023: The Good Doctor (Fernsehserie, Episode 16x06)